# الثورة الثانية (جمهورية الصين)
الثورة الثانية (بالصينية: 二次革命؛ بالبينيينية: Èrcì Gémìng) تشير إلى تمرّد عام 1913 الذي نفذه حكام العديد من مقاطعات جنوب الصين إلى جانب مؤيدي سون يات سين والكومينتانغ ضد حكومة بييانغ في جمهورية الصين بقيادة يوان شيكاي. قمعت جيوش يوان الثورة في وقت قصير ما أدى إلى ترسيخ أقدامه كرئيس لجمهورية الصين. يُذكر أن تمرد باي لانغ تزامن مع الثورة الثانية.

## الخلفية
اغتيل زعيم الكومينتانغ سونغ جياو رين في مارس 1913. حمّل البعض يوان شيكاي مسؤولية الاغتيال، إذ خطط سابقًا لاغتيال العديد من الجنرالات الموالين للثورة، لكن لم يظهر دليل قاطع يدينه بمقتل جياو رين. على أي حال، نما العداء تجاه يوان الذي حصل في أبريل على قرض إعادة تنظيم بقيمة 25 مليون جنيه إسترليني من بريطانيا العظمى وفرنسا وروسيا وألمانيا واليابان، دون استشارة البرلمان أولًا. استُخدام القرض لتمويل جيش بييانغ التابع ليوان.
في 20 مايو 1913، أبرم يوان صفقةً مع روسيا منحتها امتيازات خاصة في منغوليا الخارجية، إلى جانب تقييد حق الصين في نشر القوات هناك. وجه أعضاء الكومينتانغ في البرلمان أصابع الاتهام نحو يوان بسبب إساءة استخدام حقوقه وطالبوا بإقالته. من ناحية أخرى، حظي يوان بدعم الحزب التقدمي (بالصينية: 進步 黨؛ بالبينيينية: Jìnbùdǎng) الذي تألف من ملكيين دستوريين، واتهم الكومينتانغ بإثارة التمرد. قرر يوان لاحقًا اتخاذ إجراءات عسكرية ضد الكومينتانغ.
توجد أسباب عدّة وراء الثورة الثانية إلى جانب إساءة استخدام يوان سلطته. أولًا، حُلّت معظم الجيوش الثورية في مختلف المقاطعات بعد إنشاء جمهورية الصين، وشعر العديد من الضباط والجنود بأنهم لم يحصلوا على أي مكافأة أو تعويض بعد الإطاحة بسلالة تشين، ما أثار السخط ضد الحكومة الجديدة في صفوف الجيش. ثانيًا، رأى العديد من الثوريين أن يوان شيكاي ولي يوان هونغ لا يستحقان منصبا الرئيس ونائبه، لأنهما استحوذوا على المناصب عبر مناورة سياسية بدلًا من المشاركة في الحركة الثورية. أخيرًا، أدّى استخدام يوان العنف (مثل اغتيال سونغ) إلى تحطيم أمل الكومينتانغ في تحقيق الإصلاحات والأهداف السياسية من خلال الوسائل الانتخابية.

## الأحداث

### إجراءات يوان شيكاي ضد أنصار حزب الكومينتانغ
في بداية مايو، قاد لي تشون الفرقة الثامنة من باودينغ إلى ووهان، ونقل أيضًا قواته الخاصة لتحصين شنغهاي. في 9 يونيو، أقال الرئيس يوان مناصر الكومينتانغ لي ليجون من منصبه كمحافظ لجيانغشي، وعيّن نائب الرئيس لي يوان هونغ محلّه. يُذكر أن بعض العلماء المعاصرين أفادوا باستعادة لي ليجون منصبه في ضوء ذلك.
شهد يوم 13 يونيو تعيين الحاكم العسكري لغوانغدونغ هو هانمين (من أعضاء الكومينتانغ) في منصب في التبت، وحل محله تشين جيونجمينج. في 30 يونيو، أُقيل حاكم أنهوي باي وينوي (من أعضاء الكومينتانغ) من منصبه، ونفّذ لي يوان هونغ اعتقالات جماعية لزعماء الحزب السري في ووهان في اليوم ذاته. أرسل يوان في 3 يوليو الفرقة السادسة التابعة لجيش بييانغ بقيادة لي تشون إلى جيانغشي، بناءً على طلب قائد حامية جيوجيانغ تشن تينجكسون.